# オーディック
株式会社オーディック（英: ODIK CO.,LTD.）は、日本のモデル・俳優・文化人のキャスティング、マネージメントオフィスである。旧社名は有限会社オーディック。本社は東京都港区赤坂。

## 概要
雑誌・CM・映画やドラマなどで活動するファッションモデル、俳優、文化人のキャスティング及びマネージメント業務を行っている。

## 沿革
- 1996年（平成8年）2月 - 有限会社オーディック設立。
- 1998年（平成10年）3月 - 700万円増資。商号を株式会社オーディックに変更。
- 2010年（平成22年）4月 - 1250万円増資。

## 所属
- IZUMI